# John Bridgeman
Pour les articles homonymes, voir Bridgeman.
Arthur John Bridgeman, né le 2 février 1916 à Felixstowe (Suffolk) et mort le 29 décembre 2004 à Warwick, est un sculpteur britannique

## Parcours
Arthur John Bridgeman, que ses amis appelaient simplement « Bridge », signait ses œuvres sous John Bridgeman.
Entré à l'École des beaux-arts de Colchester à l'âge de 14 ans, il continua ses études à l'École royale des beaux-arts (Royal College of Art) où il étudia avec Frank Dobson (sculpteur). Sa première passion était la peinture et c'est à cette période qu'il a réalisé quelques gouaches et pastels dans un style romantique à la gloire de la campagne anglaise. Après la Seconde Guerre mondiale, il refusa la possibilité qui lui était offerte d'aller étudier à l'école Britannique de Rome, préférant travailler avec Misha Black puis pour le dôme de la découverte pour le festival de Grande-Bretagne. Après une période comme directeur de sculpture à l'école de Carlisle de l'art, il succéda à William Bloye comme directeur de sculpture à l'École des beaux-arts à Birmingham où il travailla jusqu'à sa retraite en 1981. 
Son travail était apprécié aussi bien par ses clients privés que par les municipalités et il a notamment contribué à la reconstruction de Birmingham après la guerre avec la création d'images iconiques d'art public. Il a également créé des sculptures pour enfants, ce qui était une idée d'avant garde au milieu des années 50. 

## Sculpture
Expérimentant toujours de nouveaux matériaux, il a réalisé pour l'hôpital de la maternité de Birmingham une Mère et l'enfant en ciment et, pour l'hôpital de Dudley Road, Birmingham, Compassion, un groupe en dimensions plus grandes que nature, réalisé en bronze et qui a été restauré récemment. Ces deux exemples montrent l'étendue des commandes qui lui ont été passées. Le Mater Dolorosa dans la chapelle de la Dame de la cathédrale de Coventry, récemment reconstruite, est peut-être l'œuvre religieuse la plus marquante qu'il ait réalisée. 
Le livre qu'il a coécrit avec son épouse, l'auteur et la journaliste Irene Dancyger, Clay Models and Stone Carving (1974), restitue parfaitement sa philosophie vis-à-vis de l'art et montre son intérêt pour les méthodes et les matériaux. 
Vers la fin de sa vie il s'est concentré sur de plus petites figures des femmes en se prouvant à lui-même qu'il pouvait être l'un des derniers grands praticiens dans la technique du moulage à la cire-perdue.